# أروية
الأُرْوِيَّة أو كبش الجبل هو حيوان ثديي عاشب من الخراف البرية والتي تنتمي إلى مجموعة الظباء الماعزية، ويعتقد بأنه أحد النوعين الذي نشأت منهما الخرفان الأليفة، يكون لون هذه الحيوانات خمري على القسم العلوي من الجسد وتمتلك خطا أسود على الظهر، أما القسم السفلي فيكون أبيض كما البقعة الباهتة على سرجها. ولذكور هذا النوع قرون ضخمة ملتوية أما الإناث فجمّاء أي لا قرون لها (عند هذه الجمهرة)، ويبلغ ارتفاع هذه الحيوانات عند الكتفين حوالي 90 سنتيمترا، وتصل الذكور في زنتها إلى 50 كيلوغراما والإناث إلى 35 كيلوغراما.
نشأت هذه الحيوانات واستؤنست في جنوب غرب آسيا في فلسطين ولبنان وسوريا. أدخلت الأرويّة إلى جزر كورسيكا وسردينيا وقبرص ورودس خلال العصر الحديدي كحيوانات داجنة على الأرجح، ومن ثم تحولت إلى الوحشية وعاشت في المناطق الجبلية الداخليّة لهذه الجزر على مدى آلاف السنين مما أدى إلى نشوء النويعة الأوروبيّة أو الكورسيكية. تعتبر الأرويّة نادرة اليوم في تلك الجزر بحسب الإتحاد العالمي للحفاظ على الطبيعة إلا أنها أدخلت بنجاح إلى جزر لاناي وهاواي خلال الستينات بالإضافة إلى أوروبة الوسطى بما فيها ألمانيا، النمسا، هولندا، جمهورية التشيك، سلوفاكيا، هنغاريا، بلغاريا ورومانيا بل حتى إلى بعض دول أوروبة الشمالية مثل فنلندا.
و منذ ثمانينات القرن العشرين، أدخلت الأرويّة بنجاح إلى مزارع الطرائد في الولايات المتحدة لغرض الصيد إلا أن العثور على حيوانات نقيّة في تلك الأمكنة يعتبر صعبا لأنها تزوّج مع أنواع وسلالات مختلفة من الخراف البرّية والمستأنسة على حد سواء من شاكلة خروف باربادوس، الخروف الكورسيكي، خروف الصحراء المزوق، دال تكساس، والخروف المتعدد القرون أو خروف يعقوب. وبالنتيجة فإن أوروبة وآسيا الصغرى وفلسطين (بعد إعادة إدخال النوع إليها وانقراضه في الدول المجاورة عدا العراق) هي المناطق الوحيدة التي يمكن فيها العثور على حيوانات نقيّة من هذه الحيوانات.
تصنّف الأروية على أنها من الحيوانات المعرضة للانقراض بدرجة متدنية، كما جاء في القائمة الحمراء للإتحاد العالمي للحفاظ على الطبيعة لعام 2007. تعتبر الخواص الأحيائية الخاصة بهذه الخراف معقدة، فليس هناك من توافق بين الأراء حول عدد أنواع وسلالات الخرفان البرية، فالكثير من العلماء يصنّفون نوعين من الخراف البرية هي الأروية والأريل الذين ينقسمان بدورهما إلى عدة سلالات ، إلا أنه وفقا للائحة الاتحاد العالمي للحفاظ على الطبيعة الحالية فإن الأروية تعد نوعا واحدة دون أن تقسم إلى جمهرتين. يتسبب هذا التصنيف الغير واضح بالعديد من المشاكل المتعلقة بالحفاظ على هذا النوع، إذ أن الأفراد غالبا ما يكون من الصعب تحديد إل أي جمهرة تنتمي، كما أن التهجين بين الجمهرتين يحدث حدوثاً طبيعياً في البرية.

## الوصف والعادات

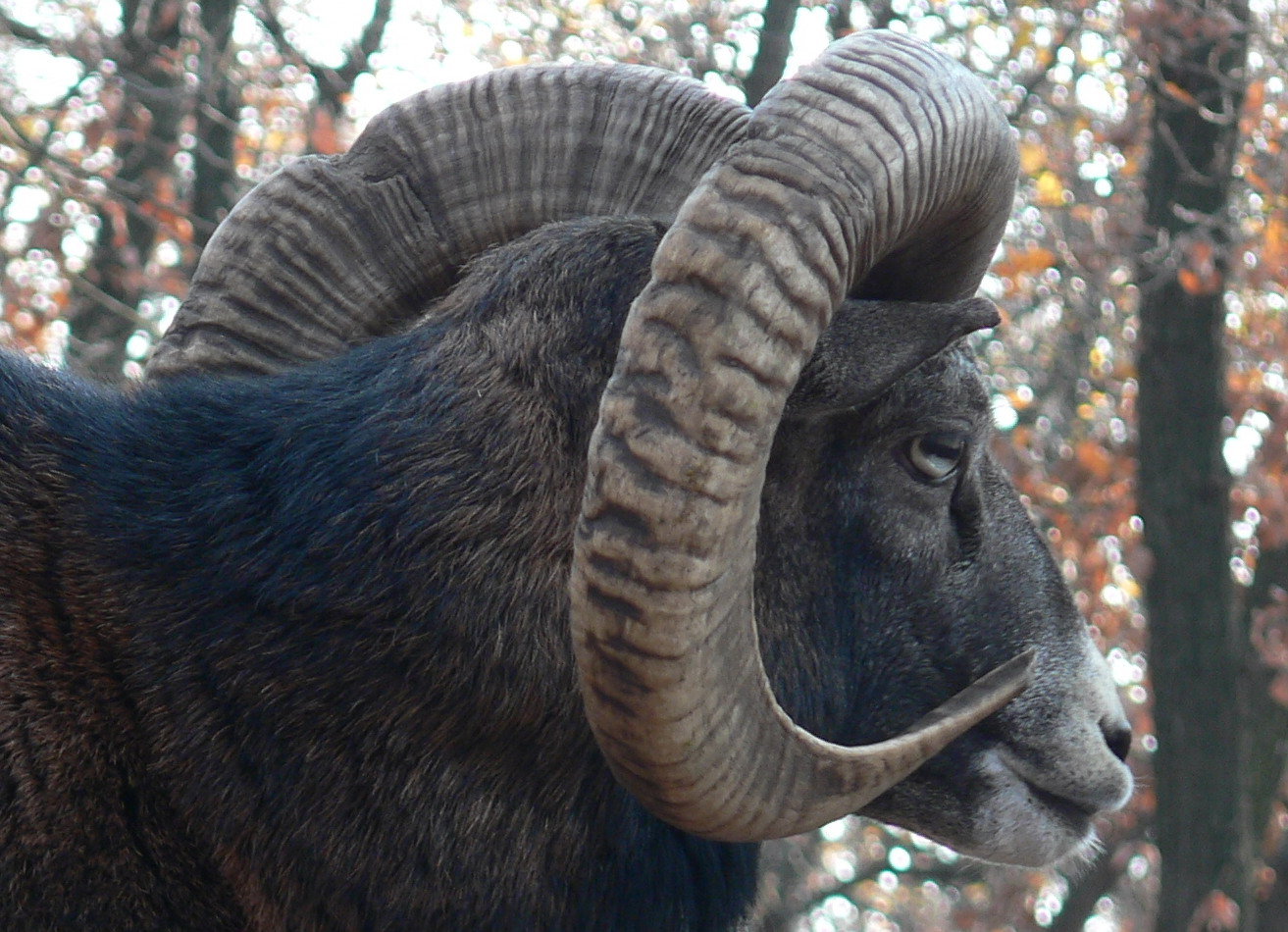
منظر خلفي لقرون أروية ذكر

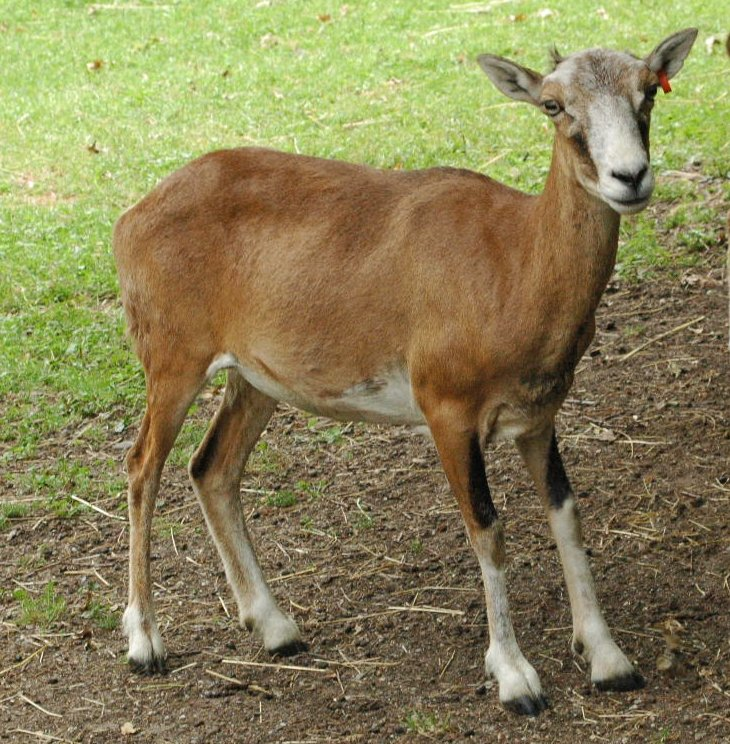
أنثى أروية جمّاء (عديمة القرون)

تمتلك ذكور هذه الخراف البرية الفائقة الاحتراس قرونا ضخمة لولبيّة الشكل، والتي تشكل جائزة كبرى بالنسبة لصيادي الطرائد. وتمتلك إناث معظم السلالات قرونا، إلا أنها تبقى أصغر بكثير من قرون الذكور، وفي بعض الجمهرات لا تنمو لمعظم الإناث أو لكل الإناث حتى أية قرون. يختلف المظهر الخارجي للسلالات المختلفة بشكل قليل؛ كما ويختلف لون الشعر لدى هذه الحيوانات باختلاف الفصول، ويكون لون الوجه ضارب إلى الرمادي إجمالا بينما يكون كل من الخطم وفتحات الأنف بالإضافة لداخل الأذنين بيضاء اللون. للأروية قوائم طويلة نحيلة ذات خط أسود عمودي تحت ركبتيها، بالإضافة لقسم سفليّ أبيض ومعطف يتراوح لونه من الرمادي إلى الأحمر المظلل، والبني إلى البني الداكن. تكون ذكور الأروية الأوروبية كستنائية داكنة في لونها، بينما تكون إناثها سمراء.
ينمو للذكور البالغة (الأكباش) خصل شعر طويلة خشنة بيضاء اللون على حلقها، يتحول لونها تدريجيّا إلى الأسود عندما تصل إلى القوائم الأمامية، وفي معظم سلالات الأروية يكون للذكور بقعة باهتة اللون على سرجها تكبر ويزيد حجمها عندما يتقدم الحيوان بالسن بالإضافة لخط أسود يمتد من منتصف العنق إلى القسم السفلي وصولا إلى خلفيّة القوائم الخلفية. تمتلك هذه الحيوانات غدد كبيرة تحت العينين تفرز مادة دبقة تقوم بتلبيد الشعر غالبا.
ترعى الأروية خلال فترة الصباح الباكر والمساء، وتستريح خلال النهار تحت الأجام المتدلية أو الصخور الكبيرة التي تبقيها مخفية عن الأنظار؛ وتعتبر هذه الحيوانات اجتماعية حيث تؤلّف قطعانا غير مناطقيّة، أي أنها لا تقطن منطقة واحدة تدافع عنها ضد غيرها من القطعان، تنتقل من مكان إلى أخر راعيةً الأعشاب عدا الأوقات التي يكون فيها الغذاء نادر حيث تتحول لأكل أوراق الأشجار والفاكهة. للأروية حواس حادة جدا تعتمد عليها لتحديد الخطر الداهم والفرار منه، ومن أهم الضواري التي تفترس الأروية: النمور، الذئاب الرمادية، وبنات آوى الذهبية. يبلغ أمد حياة الفرد من هذه الحيوانات ما بين ثمانية وعشرة سنوات للذكور، وعشرة إلى إثني عشر سنة للإناث، وتصل الأروية إلى النضوج الجنسي عندما تبلغ حوالي سنتين أو ثلاثة سنين على أنه بالنسبة للجمهرات التي تتعرض لضغوط أقل من ناحية الصيد، فإن الذكور قد لا تتزاوج قبل أن تبلغ أربع سنوات. تلد الأنثى غالبا حملا واحدا (توائم في بعض الأحيان) بعد فترة حمل تمتد ما بين خمسة إلى ستة أشهر.

## الانتشار

### الموطن
يشمل الموطن الحالي للأروية القوقاز، شمالي العراق، وشمال غربي إيران. وكان موطن هذا النوع يمتد في السابق إلى الأناضول، في شبه جزيرة القرم والبلقان، بالإضافة لجنوب غرب آسيا حيث انقرض منذ حوالي 3000 سنة. كما وكانت الأروية تتواجد في العديد دول آسيا الوسطى حيث كانت باكستان تشكل الحدود الشرقية الطبيعية لها. تتواجد السلالات المختلفة للأروية عبر هذه المنطقة بالكامل إلا أن البعض منها مقصور في وجوده على مناطق معينة من شاكلة الأروية الأصفهانية وأروية لاريستان التين تعيشان فقط في إيران، وأريال لاداخ الذي يوجد في باكستان والهند فقط.
كما وتتواجد جمهرات متعددة لهذه الحيوانات في العديد من دول حوض البحر المتوسط، ويُعتقد بأن هذه الجمهرات تعود في أصلها إلى حيوانات قام البشر بإدخالها إلى تلك البلاد خلال القرون القليلة الماضية، حيث تأصلت من كورسيكا وسردينيا. يعتبر البعض بأن الأروية في هذه البلدان تتحدر جميعها من خرفان مستأنسة أدخلت إليها كطريدة غريبة.

### المسكن
تقطن الأروية المناطق الجبلية غالبا سواء كانت في أراض عشبية أو صحاري، وقد تم إدخالها إلى المناطق الغابوية في أوروبة. تتواجد الأروية حتى علوّ 3000 متر فوق مستوى البحر وتفضّل المنحدرات الأقل وعورة من سلاسل الجبال المرتفعة ذات الدق الشجري المناسب للتغطية، وتلجأ إلى المناطق الوعرة للاحتماء من الضواري.

## النويعات
اقترحت خمسة نويعات للأروية بحسب كتاب أنواع الثدييات في العالم:
- أروية أرمينية (الخروف الأرميني الأحمر)، O. g. gmelini (بليث، 1851): النويعة النمطية؛ يعيش في شمال غربي إيران، أرمينيا، وأذربيجان. وأدخلت إلى ولاية تكساس في الولايات المتحدة.
- أروية أصفهان، O. g. isphahanica (ناسونوف، 1910): تعيش في سلسلة جبال زاغروس في إيران.
- أروية لارستان، O. g. laristanica (ناسونوف، 1909): نويعة صغيرة، نطاق انتشارها مقيد في بعض الصحارى المحمية القريبة من مدينة لار في جنوبي إيران.
- أروية قبرص، O. g. ophion (بليث، 1841): تعيش في قبرص.

سابقاً كان يعتبر أروية كورسيكا أحد نويعات الأروية، لكنه يصنف الآن على أنه نويع من جمهرة وحشية للخروف المستأنس (Ovis aries)، ويحمل الاسم العلمي Ovis aries musimon.

## المخاطر والحفاظ على النوع
من المخاطر الكبرى التي تؤثر على الأروية إتساع رقعة الأراضي المزروعة، مما يتسبب بتصغير حجم الجمهرة وتشتيتها إلى مجموعات صغيرة متفرقة، وقد أدى الرعي الجائر للخراف المستأنسة في مسكن هذه الحيوانات إلى احتتاته وتعريته من الغطاء النباتي مما تسبب بتقليص الأماكن الملائمة لسكن هذه الخرفان. وفي بعض السلالات (وفقا لرأي بعض العلماء) التي تتفادى بطبيعتها المناطق الجبلية مثل الأروية الأفغانية وتلجأ إلى المروج، فإن هذا الأمر وضعها في منافسة مباشرة مع الماشية المستأنسة. وبالإضافة لذلك فإن الضغط الناجم عن الصيد يؤدي إلى تجزئة الجمهرات وتفرقتها عن بعضها أيضا؛ كما أن الأمراض المعدية والطفليّات الصادرة من المواشي الأليفة، وبشكل خاص الخراف، تعتبر خطرا رئيسيّا في الكثير من المناطق. تًصاد الأكباش البالغة للحصول على قرونها التي يقدرها الصيادون كثيرا، كما وتؤخذ الحملان في بعض الأحيان عند ولادتها للاحتفاظ بها كحيوانات أليفة.

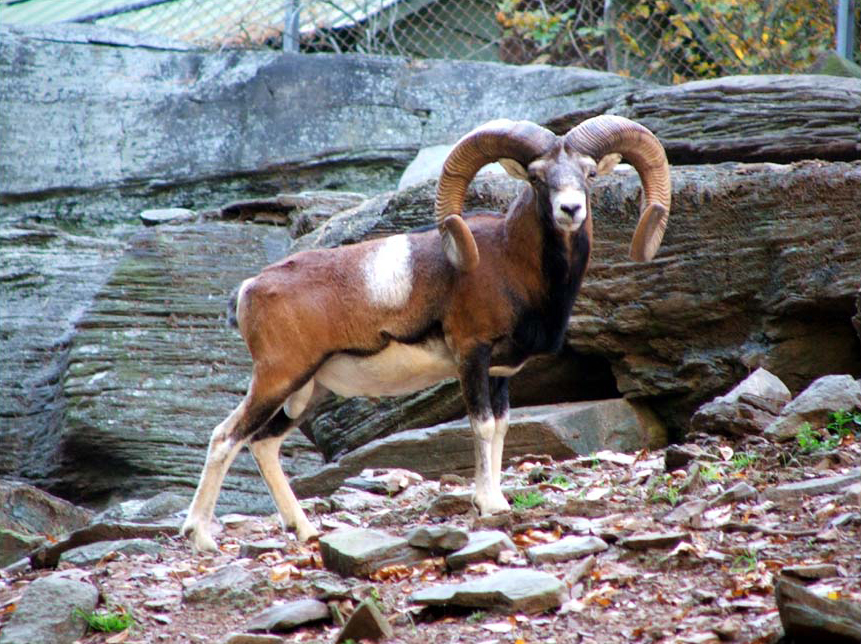
أروية في إحدى حدائق الحيوانات

تمّ توثيق القليل من برامج الحفاظ على هذا النوع، إلا أنه لا يُعرف مدى نجاحها. تٌوضع ثلاثة من سلالات الأروية في قائمة الحيوانات التي يحظر الإتجار بها دوليّا وفقا للاتفاقية الدولية لحظر الإتجار بالأنواع المهددة بالانقراض (CITES)، إلا أنه لا يزال يسمح بالتجارة الداخلية بهذا النوع ولا يزال القنص يشكل مشكلة كبيرة. قامت حكومة بنجاب في باكستان بإقامة 12 منطقة محميّة تدخل في نطاق موطن الأروية، كما وأنشأت محميّة طرائد واحدة تديرها المحافظة، إلا أن تطبيق القوانين التي تمنع الصيد لا يزال ضعيفا، وليس هناك من منع لرعي الماشية بداخل أي من تلك المناطق.. يفترض البعض أن الحماية الشاملة للأروية في بعض المناطق قد تكون الحل الأمثل، إلا أن ذلك لا يبدو معقولا في الكثير من المناطق بسبب أنها إما مأهولة أو تستعمل كمراعي، ويُعتقد أنه من دون بذل مجهود للحماية الشاملة فإن أعداد هذه الخرفان البرية ستستمر بالتراجع وستختفي العديد من السلالات.

## في الثقافة
تظهر الأروية على شعار الطيران القبرصي، بالإضافة لنقود اليورو المعدنية القبرصيّة من فئة 1،2، و5 سنتات . يدعو الصحافي غريغ إيستربروك فريق «سانت لويس رامز» (بالإنكليزية: St. Louis Rams) «بالأرويات» غالبا، وذلك في مقالاته المسمّاة «الظهير الرباعي لصباح الثلاثاء» خلال موسم كرة القدم الأميركية (NFL)، وذلك لأن قرون هذا الحيوان اللولبية غالبا ما تعتبر في التمثيلات الإنسانية المختلفة على أنها قرون كبش.

## وصلات خارجية
- الأرويّة في شبكة تنوع الحيوانات.
- آركيف: صور ومعلومات عن الأروية.
- تعريف موسوعة بريتانيكا للأروية. (بالإنكليزية: Mouflon = موفلون).